# Oniscopsis
Oniscopsis is een geleedpotigengeslacht van de familie Tetragonicipitidae. Deze familie maakt deel uit van de orde Harpacticoida uit de onderklasse van de eenoogkreeftjes.

## Soorten
- O. dimorphus Wells & Rao, 1987
- O. inabai Kitazima, 1983
- O. pauliani Chappuis, 1954
- O. robinsoni Chappuis & Delamare Deboutteville, 1956